# Omar Fraile
Omar Fraile Matarranz (* 17. Juli 1990 in Santurtzi) ist ein spanischer Radrennfahrer.

## Karriere
Nachdem Fraile 2011 baskischer U23-Meister im Einzelzeitfahren wurde, schloss er sich 2012 dem Continental Team Orbea und im Folgejahr dem Professional Continental Team Caja Rural-Seguros RGA an. Sein erster internationaler Sieg gelang ihm im Jahr 2015 beim italienischen Eintagesrennen Giro dell’Appennino im Sprint gegen Stefano Pirazzi und Damiano Cunego. Im Anschluss war er auch auf einer Etappe der Vier Tage von Dünkirchen erfolgreich und bestritt gegen Ende der Saison mit der Vuelta a España 2015 seine erste Grand Tour. Bei dieser konnte er durch zahlreiche Angriffe auf den Bergetappen die Bergwertung gewinnen, nachdem er zu Beginn des Jahres ebendiese Sonderwertung bei der Baskenland-Rundfahrt für sich entschieden hatte.
Ab dem Jahr 2016 ging Fraile für das südafrikanische UCI WorldTeam Dimension Data an den Start und bestritt den Giro d’Italia 2016, den er jedoch auf der 5. Etappe aufgab. Nachdem er die Bergwertung der Burgos-Rundfahrt für sich entschieden konnte, ging er erneut bei der Vuelta a España an den Start und wiederholte seinen Sieg in der Bergwertung aus dem Vorjahr. Im Jahr 2017 wurde Omar Fraile hinter seinem Teamkollegen Serge Pauwels Gesamtzweiter der Tour de Yorkshire und nahm im Anschluss den Giro d’Italia 2017 in Angriff. Auf der hügligen 11. Etappe setzte er sich im Sprint aus der Ausreißergruppe durch und feierte so seinen ersten Grand-Tour-Etappensieg.
Nach seinem Wechsel zum kasachischen Astana Pro Team im Jahr 2018 folgte seine bislang erfolgreichste Saison. Sowohl bei der Baskenland-Rundfahrt als auch bei der Tour de Romandie gewann er jeweils Etappe, ehe er Platz drei im Straßenrennen der spanischen Meisterschaften belegte. Bei der Tour de France 2018 gewann er die 14. Etappe aus der Ausreißergruppe, nachdem er sich im Schlussanstieg der Côte de la Croix Neuve von seinen Fluchtgefährten absetzen konnte. Im Jahr 2020 gewann er die Bergwertung der Murcia-Rundfahrt, ehe er im Jahr 2021 nach dem spanischen Meistertitel im Straßenrennen bei den Olympischen Spielen in Tokio an den Start ging.
Seit dem Jahr 2022 geht Fraile für die Ineos Grenadiers an den Start. Bei der Tour of Britain 2022, die aufgrund des Todes von Queen Elisabeth II vorzeitig abgebrochen wurde, belegte er den dritten Gesamtrang. Ein Jahr später gewann er eine Etappe der Andalusien-Rundfahrt.

## Erfolge
2015
- Bergwertung Baskenland-Rundfahrt
- Giro dell’Appennino
- eine Etappe Vier Tage von Dünkirchen
- Bergwertung Vuelta a España

2016
- Bergwertung Burgos-Rundfahrt
- Bergwertung Vuelta a España

2017
- eine Etappe Giro d’Italia

2018
- eine Etappe Baskenland-Rundfahrt
- eine Etappe Tour de Romandie
- eine Etappe Tour de France

2019
- Mannschaftszeitfahren Vuelta a España

2020
- Bergwertung Murcia-Rundfahrt

2021
- Spanischer Meister – Straßenrennen

## Grand-Tour-Platzierungen
| Grand Tour            | 2015 | 2016 | 2017 | 2018 | 2019 | 2020 | 2021 | 2022 | 2023 | 2024 |
| --------------------- | ---- | ---- | ---- | ---- | ---- | ---- | ---- | ---- | ---- | ---- |
| Giro d’ItaliaGiro     | –    | DNF  | 65   | –    | –    | –    | –    | –    | –    | –    |
| Tour de FranceTour    | –    | –    | –    | 57   | 71   | 60   | 57   | –    | 60   | –    |
| Vuelta a EspañaVuelta | 88   | 69   | DNF  | 63   | 79   | 64   | DNF  | –    | 115  | –    |